# Austrochilus manni
Austrochilus manni is een spinnensoort uit de familie Austrochilidae. De soort komt voor in Chili.